# Hans Stuck
Hans Stuck, nemški dirkač Formule 1, * 27. december 1900, Varšava, † 9. februar 1978, Grainau, Nemčija.
Hans Stuck je pokojni nemški dirkač, ki je v Evropskem avtomobilističnem prvenstvu dosegel drugo mesto v sezoni 1936 in tretje mesto v sezoni 1935, ob tem pa še več zmag na pomembnejših evropskih dirkah za Veliko nagrado. Med sezonama 1951 in 1953 je nastopil na petih dirkah Formule 1, toda nikoli se mu ni uspelo uvrstiti med dobitnike točk. Tudi njegov sin Hans-Joachim Stuck je bil dirkač.

## Kariera
Hans Stuck se je rodil 27. decembra 1900 v Varšavi. Z avtomobili se je seznanil leta 1922, ko je moral zgodaj zjutraj voziti mleko s svoje farme v München. Začel je na gorskih dirkah, prvič leta 1923 na dirki pri mestu Baden-Baden. Po nekaj letih kot privatnik, je leta 1927 postal tovarniški dirkač moštva Austro-Daimler. V sezoni 1927 je tudi debitiral na dirki za Veliko nagrado, in sicer na domači dirki za Veliko nagrado Nemčije, kjer je odstopil. Pred sezono 1931 se je Austro-Daimler umaknil iz dirkanja, Stuck pa je prestopil v Mercedes-Benz in takoj dosegel svojo prvo zmago na dirki za Veliko nagrado Lviva. 
V sezono 1933 mu je poznanstvo z Adolfom Hitlerjem, ki ga je po naključju spoznal leta 1925 na lovskem pohodu, pomagalo k prestopu v moštvo Auto Union, kot del Hitlerjevega načrta, da bi nemški dirkači v nemških moštvih kraljevali na evropskih dirkah. V sezoni 1934 je prvič zmagal na dirki najvišjega ranga Grandes Épreuves za Veliko nagrado Nemčije, ob tem pa še na dirkah Velika nagrada Švice in Masaryk Circuit, na dirkah Velika nagrada Italije in Eifelrennen pa je bil drugi. V sezoni 1935 je na prvenstvenih dirkah dosegel zmago na dirki za Veliko nagrado Italije in drugo mesto na dirki za Veliko nagrado Nemčije, ter zasedel tretje mesto v prvenstvu. Še za mesto boljšo uvrstitev v prvenstvu je dosegel v naslednji sezoni 1936 z drugim mestom na dirki za Veliko nagrado Nemčije ter tretjima mestoma na dirkah za Veliko nagrado Monaka in Veliko nagrado Švice. Tudi sezono 1937 je končal brez zmage, je pa dosegel drugi mesti na prvenstveni dirki za Veliko nagrado Belgije in neprvenstveni dirki za Veliko nagrado Rio de Janiera. V sezoni 1938 je bil najprej odpuščen iz moštva, nato pa je bil ponovno najet po seriji poškodb moštvenih dirkačev, na prvenstvenih dirkah pa je edine stopničke dosegel na dirki za Veliko nagrado Nemčije, v sezoni 1939 pa je po dolgem času zmagal, in sicer na dirki za Veliko nagrado Bukarešte, nakar je njegovo kariero prekinila druga svetovna vojna. 
Na dirkah Svetovnega prvenstva Formule 1 je med sezonama 1951 in 1953 nastopil na petih dirkah, edino uvrstitev pa je dosegel na svoji zadnji dirki za Veliko nagrado Italije v sezoni 1953, ko je bil štirinajsti. Umrl je leta 1978 v nemškem mestu Grainau.

## Popolni rezultatiEvropskega avtomobilističnega prvenstva
(legenda) (odebeljene dirke pomenijo najboljši štartni položaj)
| Leto | Moštvo     | Tovarna    | 1     | 2       | 3       | 4       | 5       | Prv | Toč |
| ---- | ---------- | ---------- | ----- | ------- | ------- | ------- | ------- | --- | --- |
| 1935 | Auto Union | Auto Union | BEL   | NEM 2   | ŠVI 11  | ITA 1   | ŠPA Ret | 3   | 21  |
| 1936 | Auto Union | Auto Union | MON 3 | NEM 2   | ŠVI 3   | ITA Ret |         | 2   | 15  |
| 1937 | Auto Union | Auto Union | BEL 2 | NEM Ret | MON 4   | ŠVI 4   | ITA 9   | 5   | 20  |
| 1938 | Auto Union | Auto Union | FRA   | NEM 3   | ŠVI 4   | ITA Ret |         | 5=  | 20  |
| 1939 | Auto Union | Auto Union | BEL   | FRA 6   | NEM Ret | ŠVI 10  |         | 9=  | 23  |

## Popolni rezultati Formule 1
(legenda) (odebeljene dirke pomenijo najboljši štartni položaj, poševne pa najhitrejši krog, †-uvrščen kljub odstopu)
| Leto | Moštvo                           | Šasija      | Motor              | 1       | 2   | 3   | 4   | 5      | 6   | 7       | 8       | 9      | Prv | Toč |
| ---- | -------------------------------- | ----------- | ------------------ | ------- | --- | --- | --- | ------ | --- | ------- | ------- | ------ | --- | --- |
| 1951 | British Racing Motors Ltd        | BRM P15     | BRM V16            | ŠVI     | 500 | BEL | FRA | VB DNS | NEM | ITA     | ŠPA     |        | -   | 0   |
| 1952 | Alex von Falkenhausen Motorenbau | AFM 4       | Küchen V8          | ŠVI Ret | 500 | BEL | FRA | VB     | NEM | NIZ     |         |        | -   | 0   |
| 1952 | Ecurie Espadon                   | Ferrari 212 | Ferrari V12        |         |     |     |     |        |     |         | ITA DNQ |        | -   | 0   |
| 1953 | Hans Stuck                       | AFM 4       | Bristol Straight-6 | ARG     | 500 | NIZ | BEL | FRA    | VB  | NEM Ret | ŠVI     | ITA 14 | -   | 0   |